# Hockey Club Sierre
Le HC Sierre est un club suisse de hockey sur glace basé à Sierre et évoluant en Swiss League.

## Histoire du club
Le HC Sierre a été fondé en 1933 et a évolué au total 13 saisons en Ligue nationale A (1968-1979, 1985-1988 et 1990-1991). Il a ainsi connu 3 promotions de Ligue nationale B à Ligue nationale A : en 1968, 1985 et 1990. En 1973, le HC Sierre est sacré vice-champion de Suisse.
La saison suivant sa dernière promotion en LNA en 1990, le club chute en LNB en 1991, puis en 1re ligue en 1992, l'ancien plus haut niveau de jeu amateur de Suisse. Depuis la saison 1998-1999 et jusqu'au terme de la saison 2012-2013, le HC Sierre évolue en LNB. Entre 2003 et 2011, le club portait le nom de Sierre-Anniviers, en accord avec l'office du tourisme du Val d'Anniviers. En avril 2013, le HC Sierre est déclaré en faillite et est relégué de LNB en troisième ligue. Lors de la saison 2013-2014, à la suite d'une série de 23 matchs sans défaite, le HC Sierre est promu en deuxième ligue. Lors de la saison 2014-2015, le HC Sierre remporte la finale romande de 2e ligue face à Star Chaux-de-Fonds sur le score de 3 matchs à 0 (meilleur des 5 matchs) et est promu en 1re ligue, 2 ans seulement après sa relégation administrative.
Depuis son retour en première ligue, le HC Sierre termine à deux reprises à la cinquième place et voit sa saison se terminer en quarts de finale de play-off. De plus, lors de la saison 2016-2017, le club manque la qualification pour la nouvellement créée MySports League, constituant le 3e échelon national. Le club continue donc d'évoluer en 1re ligue, qui devient le  4e échelon. Ce n'est qu'au terme de la saison 2017-2018 que le club y accède finalement, en l’absence d’autres candidats à la promotion parmi les champions de groupes de 1re ligue. Une promotion qui sera suivie, une année après, d'un retour en Swiss League (LNB) à la suite d'une victoire 3-2 dans la finale de MySports League face au HC Valais-Chablais (aucun barrage contre le dernier de Swiss League n'a eu lieu cette année-là, la 2e division ne comptant alors que 11 équipes).

## Palmarès
- LNB
  - 1967, 1968

## Effectif actuel
| No    | Nom                | Nat. | Position  | Arrivée                           |
| ----- | ------------------ | ---- | --------- | --------------------------------- |
| +030, | Remo Giovannini    |      | Gardien   | 2018 - Genève-Servette HC         |
| +040, | Noah In-Albon      |      | Gardien   | formé au club                     |
| +040, | Edoardo Berti      |      | Gardien   | 2022 - Forward Morges HC          |
| +007, | Eliot Meyrat       |      | Défenseur | 2018 - Star-Forward               |
| +015, | Giacomo Casserini  |      | Défenseur | 2022 - HC Viège                   |
| +016, | Loic Vouardoux     |      | Défenseur | 2019 - Lausanne HC                |
| +028, | Mathieu Maret      |      | Défenseur | 2022 - SC Langenthal              |
| +044, | Nicolas Dozin      |      | Défenseur | 2015 - HC université Neuchâtel    |
| +049, | Maxime Montandon   |      | Défenseur | 2019 - Genève-Servette HC         |
| +079, | Sacha Berthoud     |      | Défenseur | formé au club                     |
| +091, | Yonas Berthoud     |      | Défenseur | formé au club                     |
| -     | Lukáš Lhoták       |      | Attaquant | 2023 - EHC Olten                  |
| -     | Gregory Bedolla    |      | Attaquant | prêté par le HC Lugano            |
| -     | Nelson Chiquet     |      | Attaquant | 2023 - EHC Winterthour            |
| -     | Jordann Bougro     |      | Attaquant | 2023 - EHC Kloten                 |
| -     | Cory Emmerton      |      | Attaquant | 2023 - Lausanne HC                |
| -     | Julien Rod         |      | Attaquant | prêté par le HC Fribourg-Gottéron |
| +021, | Kenny Fellay       |      | Attaquant | 2019 - HC Viège                   |
| +027, | Éric Castonguay    |      | Attaquant | 2019 - AIK IF                     |
| +042, | Dominik Volejníček |      | Attaquant | 2022 - Lausanne HC                |
| +064, | Roman Karaffa      |      | Attaquant | 2023 - Bellinzona Rockets         |
| +065, | Benjamin Bonvin    |      | Attaquant | 2021 - SCL Tigers                 |
| +071, | Téo Reynaud        |      | Attaquant | 2022 - Lausanne HC                |
| +082, | Arnaud Montandon   |      | Attaquant | 2019 - HC Ajoie                   |
| +084, | Eliot Bernazzi     |      | Attaquant | Formé au club                     |